# Champs du possible
Albums de Bernard Lavilliers
Solo
(1991) Clair-obscur
(1997)
Singles
1. Minha Selva
Sortie : 11 juillet 1994
2. Troisièmes couteaux
Sortie : 21 novembre 1994
3. Melody Tempo Harmony (avec Jimmy Cliff)
Sortie : 30 mai 1995
4. Stand the Ghetto
Sortie : 1er août 1995
5. Madones
Sortie : 31 octobre 1995

Champs du possible est un album studio de Bernard Lavilliers sorti le 15 août 1994. Après l'échec commercial relatif de Solo, Champs du possible permet à Lavilliers de classer son album du 12 septembre 1994 au 1er janvier 1997, dont deux semaines à la cinquième place, notamment portés par l'énorme succès de Melody Tempo Harmony et celui – plus modeste – de la nouvelle version de Stand the Ghetto, qui figure sur la réédition de l'album.
Il existe deux pochettes différentes : l'une pour l'édition originale, l'autre pour la réédition.

## Titres

### Édition originale
1. Troisièmes couteaux (Bernard Lavilliers / Bernard Lavilliers - Georges Baux)
2. Minha Selva (Bernard Lavilliers / Georges Baux)
3. Madones (Bernard Lavilliers / Pascal Arroyo)
4. Habana (Bernard Lavilliers / Pascal Arroyo)
5. La Femme et l'Enfant (Bernard Lavilliers)
6. Champs du possible (Bernard Lavilliers / Bernard Lavilliers - Georges Baux)
7. Madame (Bernard Lavilliers / Marc Papazian)
8. Solidao (Bernard Lavilliers / Manasses de Souza)
9. Missing (Bernard Lavilliers / Pascal Arroyo)
10. Grosse Galette (Bernard Lavilliers)
11. Paris (Bernard Lavilliers / Pascal Arroyo)
12. Femme objet (Bernard Lavilliers / Pascal Arroyo)

### Réédition 1995
L'année suivante, l'album est réédité avec une autre pochette et enrichi de deux pistes supplémentaires :
1. Melody Tempo Harmony (avec Jimmy Cliff)
2. Stand the Ghetto (nouvelle version)